# Plug and Play
Plug and Play (englisch für „einstecken und abspielen“ oder „anschließen und loslegen“), auch Plug & Play und Plug-and-play (kurz PnP) genannt, ist ein Begriff aus dem Gebiet der Rechnertechnik, mit dem man die Eigenschaft eines Computers beschreibt, neue Geräte – meist Peripheriegeräte – anschließen zu können, ohne anschließend Gerätetreiber zu installieren oder Einstellungen vornehmen zu müssen.

## Weitere Details
Es gibt verschiedene Bezeichnungen und Variationen des Begriffs, die ähnliche Eigenschaften beschreiben, etwa Hot-Plug. Der Begriff Plug and Play wird normalerweise mit dem Unternehmen Microsoft in Verbindung gebracht, das diese Bezeichnung zuerst für sein Produkt Windows 95 gebrauchte.
Plug and Play funktioniert nur, wenn es sowohl von Hardware als auch von Software unterstützt wird. Die Hardware erstellt normalerweise einen Identifizierungscode, damit die Software das Gerät korrekt erkennen kann. Der inzwischen durch USB abgelöste Apple Desktop Bus (ADB) verwendete für diesen Zweck einen Code aus vier Bits, die meisten Systeme benutzen inzwischen längere Codes verschiedener Art, um mehr Informationen wie Gerätenamen oder Seriennummern übertragen zu können.
Auf der Hardwareseite ist erforderlich, dass der Computerbus Änderungen der Konfiguration erkennen muss, wenn Geräte hinzugefügt oder entfernt werden. Mit der Einführung von moderneren Systemen – insbesondere USB und FireWire – wurde gerade diese Fähigkeit in die Computerbustechnologie eingeführt.
Schließlich muss das Betriebssystem in der Lage sein, mit den Änderungen beim An- oder Abstecken von Geräten umzugehen. Das bedeutet, dass es einen Interrupt des Systembusses auslöst, der die Änderungen anzeigt, um dann festzustellen, was verändert wurde. Bei älteren Busdesigns mussten alle Systeminformationen ausgelesen werden, um herauszufinden, was sich verändert hat. Bei Verwendung mehrerer Geräte kann das eine verhältnismäßig lange Zeit in Anspruch nehmen. Moderne Systeme werden daher so entwickelt, dass die Suche nach Änderungen möglichst wenig Zeit benötigt. Im Fall von USB wird dafür (sowie für andere Zwecke) ein Hub-System eingesetzt.
Wenn eine Änderung der Konfiguration festgestellt wird, liest das Betriebssystem die Informationen, die das neue Gerät zur Verfügung stellt, um es zu identifizieren. Als Nächstes muss es im laufenden Betrieb die für das Gerät notwendigen Treiber laden, sofern das noch nicht erfolgt ist.